# Lothar Leder
Lothar Leder (* 3. März 1971 in Flörsheim-Dalsheim) ist ein ehemaliger deutscher Triathlet und mehrfacher Ironman-Sieger (zwischen 1996 und 2003), Deutscher Meister auf der olympischen Distanz (1998, 2000 und 2001) sowie auf der Langdistanz (2003). Beim Ironman in Hawaii stand er 1997 und 1998 als Dritter auf dem Podest.
Leder unterbot 1996 als weltweit erster Triathlet die 8-Stunden-Marke auf der Ironman-Distanz und wird in der Bestenliste deutscher Triathleten auf der Ironman-Distanz geführt.

## Werdegang
Lothar Leder begann als Fünfjähriger im örtlichen Sportverein mit Turnen und später Fußball, ab dem zwölften Lebensjahr kam er zum Schwimmen und erzielte hier die ersten Erfolge auf Landesebene, z. B. als rheinland-pfälzischer Jahrgangsmeister über 1500 m Freistil in 18:10 Minuten.

### 1994 Profi-Triathlet
1987 startete er als Sechzehnjähriger bei seinem ersten Triathlon am Silbersee. Sein damaliger Verein LLG Wonnegau hatte zuvor eine Sammlung für das Geld zum Kauf eines Rennrades organisiert. Nach der Schulzeit und einer Ausbildung als Bankkaufmann sowie zwei Jahren als Sportsoldat war er zunächst 25 Stunden wöchentlich in einer Bank tätig, bis er 1994 vollständig auf eine Karriere als Profi-Triathlet setzte.
1992 war Lothar Leder erstmals bei einem Langdistanz-Triathlon gestartet und hatte für Erstaunen gesorgt, als er Arm in Arm mit seinem Vereinskollegen Jochen Basting als Siebter und bester Deutscher beim Ironman Europe in Roth einlief. Bei seinem ersten Start beim Ironman Hawaii drei Monate später musste er nach verkorkstem Schwimmen auf der Laufstrecke für seinen Parforceritt auf dem Rad büßen und wurde 146. Nach einem fünften Platz in Auckland im März des nächsten Jahres gelang Leder im Herbst bereits ein vierzehnter Platz in den Lavafeldern von Hawaii. 1994 konnte er – nur zwei Wochen, nachdem er beim Triathlon International de Nice hinter Rob Barel und vor Yves Cordier Vizeweltmeister geworden war – dann in einem Weltklassefeld in Roth z. B. mit Triathlonlegende Mark Allen, Ken Glah sowie Péter Kropkó beweisen, dass sein Auftritt 1992 keine Eintagsfliege war. Zunächst stieg er mit dem für seine konkurrenzlosen Auftritte auf dem Rad bekannten Jürgen Zäck zusammen in Führung liegend vom Rad und ließ dann nur noch Péter Kropkó und Rainer Müller-Hörner passieren. In seinem ersten Profi-Jahr zeigte er mit Platz vier nur eine Woche nach Roth bei den deutschen Meisterschaften über die olympische Distanz auch sein Faible als Vielstarter. Drei Monate später in Hawaii kam Leder dann als Sechster erstmals in die Preisgeldränge. 1995 stand Leder als Dritter gemeinsam mit Jürgen Zäck und Thomas Hellriegel auf dem Siegespodest in Roth – dieses Trio dominierte anschließend für ein Jahrzehnt die deutsche Triathlon-Szene. Nachdem Leder – für seine unkonventionellen Trainingsmethoden bekannt – in der Vorbereitung spontan beim „Race Around Austria“, einem Nonstop-Rennen über 800 km über verschneite Pässe von Bregenz nach Wien, teilnahm, hatte sein Coach, der ehemalige Bundestrainer Dieter Bremer, zuvor seine Betreuung eingestellt. Nachdem Leder im Anschluss an seinen achten Platz auf Hawaii 1995 bei der Weltmeisterschaft im November 1995 in Cancún – den ersten über die Kurzdistanz mit Drafting-Freigabe – als Sechster bester Deutscher und zudem gemeinsam mit Roland Knoll und Stephan Vuckovic Team-Weltmeister wurde, verbrachte er den Winter in Florida. Dort stellte Leder – inspiriert durch dortige Kurzstreckenspezialisten – seine Vorbereitung komplett um und setzte verstärkt auf anaerobe Einheiten bei gleichzeitig deutlich verringerten Trainingsumfang.

### 1996 Acht-Stunden-Marke unterboten
Obwohl Leder eigentlich beschlossen hatte, sich jetzt auf die olympische Distanz zu konzentrieren, gelang ihm mit seinem Sieg 1996 beim Ironman Europe in Roth als erstem Triathleten weltweit in 7:57:02 Stunden die Acht-Stunden-Marke über die Ironman-Distanz (3,86 km Schwimmen, 180,2 km Radfahren und 42,195 km Laufen) zu unterbieten. Als er allerdings sechs Wochen später bei der Weltmeisterschaft in Cleveland nur 53. wurde, hagelte es Kritik vom nationalen Dachverband, der Deutschen Triathlon Union (DTU), auf Hawaii sprang diesmal nach Problemen auf dem Rad nur ein enttäuschender achtzehnter Platz heraus.
1997 konnte Leder – nachdem er im März in Auckland seinen zweiten Ironman gewonnen hatte – in Roth seine im Vorjahr aufgestellte Weltbestzeit sogar nochmals um 43 Sekunden unterbieten, was aber trotzdem nur zu einem dritten Platz hinter dem Belgier Luc Van Lierde (7:50:27 h) und Jürgen Zäck langte.

Dafür sprang drei Monate später beim Ironman Hawaii, wo er zwar mit erneuten Problemen auf dem Rad nur als Sechzehnter auf die Laufstrecke wechselte, dann aber mit der besten Laufzeit des Tages noch auf Platz drei hinter Thomas Hellriegel als erstem deutschen Hawaii-Sieger und Jürgen Zäck vor laufen konnte, erstmals ein Podestplatz heraus. Als eine Woche später wegen dieses Tages der Deutschen auf Hawaii – neben den Dreien auf dem Podest kamen an diesem Tag sechs weitere der ersten 22 Männer im Ziel aus Deutschland – Hellriegel und Zäck als Studiogäste im Aktuellen Sportstudio saßen, stand Lothar Leder bereits wieder beim ITU-Weltcup in Sydney am Start.
1998 wurde Lothar Leder innerhalb von zwei Wochen Zweiter beim Ironman Europe in Roth und Deutscher Meister auf der Kurzdistanz in Frankfurt. Drei Monate später auf Hawaii konnte Leder erneut mit der schnellsten Laufzeit seinen dritten Vorjahresplatz bei der Ironman World Championship verteidigen, während Hellriegel und Zäck zwar in Führung liegend auf die Laufstrecke wechselten, dort aber einbrachen. Anschließend setzte sich Lothar Leder zusammen mit seiner Freundin und der im August geborenen Tochter für fünf Monate nach Australien ab, um sich für die Qualifikation für die Olympischen Spiele in Sydney, wo Triathlon erstmals zum Wettkampfprogramm gehörte, vorzubereiten. Sportlich war der Trip nicht vollständig erfolgreich – beim Weltcup in Sydney sowie dem Formula 1 Grand Prix stieg Leder erstmals bei einem Rennen aus. Auch gab es Ärger mit dem Verband: einen Tag nach seiner Rückkehr nach Deutschland im Mai 1999 erfuhr Leder, dass er seine Koffer für ein Trainingslager des Kaders auf den Kanaren packen sollte. Leder lehnte ab, woraufhin ihn Bundestrainer Reinhold Häußlein aus dem Kader strich. Zwar konnte er noch – wenngleich auf eigene Kosten – zu Wettkämpfen fahren, die Förderung durch die Sporthilfe blieb ihm aber versagt.
Trotzdem wurde Leder bei den ITU World Cups in Kapelle-op-den-Bos und Tiszaújváros sowie der Weltmeisterschaft in Montreal jeweils bester Deutscher. Außerdem gewann er die ETU-Cup-Rennen in Schliersee und Karlsbad und wurde auch auf Madeira als Vierter bester Deutscher, was in der Gesamtwertung einen dritten Platz im ETU-Cup 1999 ergab – sogar ohne beim Abschlussrennen am 20. Oktober in Alanya zu starten.
Denn zu diesem Zeitpunkt weilte Leder bereits im Pazifik: Beobachter staunten, als sie Leder auf der Teilnehmerliste des Ironman Hawaii 1999 entdeckten – er hatte sich erst drei Wochen vor dem Start entschieden, seinen Qualifikationsplatz als Vorjahresdritter zu nutzen. Sein Rennen verlief allerdings anders als geplant: auf der Radstrecke wurde er aufgrund einer umstrittenen Entscheidung in Führung liegend wegen Drafting hinter einem Pressefahrzeug und Missachtung des Rechtsfahrgebots disqualifiziert.

Kurzfristig entschied sich Leder daraufhin für einen Start beim Ironman Florida zwei Wochen später – wo er sich mit dem Gesamtsieg die Qualifikation für den Ironman Hawaii 2000 holte.
Lothar Leder startete im Februar 2000 bei der „1. European Indoor Challenge“, einer inoffiziellen Europameisterschaft im Berliner Velodrom und erhielt für seinen Sieg 10.000 DM. Aufgrund des geringen Zuschauerzuspruchs blieb die Veranstaltung ein einmaliges Ereignis.
Im Endspurt für seine Qualifikation für die Olympischen Spiele sammelte Lothar Leder im April 2000 mit einem Sieg beim – zeitgleich zum Weltcup in Ishigaki ausgetragenen – ITU Points Race in Anzio noch Punkte für sein ITU-Ranking, bevor er zu den entscheidenden Qualifikationsrennen eine Woche später in Sydney sowie der Weltmeisterschaft am 30. April in Perth reiste. Nach einem verpatzten Rennen in Sydney lief in Perth zunächst alles nach Plan: Lothar Leder lag auf der Laufstrecke auf Platz neun, musste aber zum Ende hin mit Magenkrämpfen kurzzeitig das Tempo herausnehmen und fiel auf Platz 16 zurück. 15 Sekunden fehlten ihm letztlich auf den entscheidenden 12. Platz.
Da keiner der deutschen Männer die von der DTU vorgegebenen Kriterien – Top Ten in Sydney und Top 12 in Perth – erfüllte, entschied sich die DTU nach langer Beratung, Stephan Vuckovic und Andreas Raelert zu nominieren und Lothar Leder konnte das Kapitel Olympia abhaken. Trotzdem bewies Leder mit seinen Siegen bei den deutschen Meisterschaften über die olympische Distanz 2000 und 2001, dass er sowohl auf der Kurz- wie auch der Langdistanz zu Hause war.

### 2002 Sieger Ironman European Championship

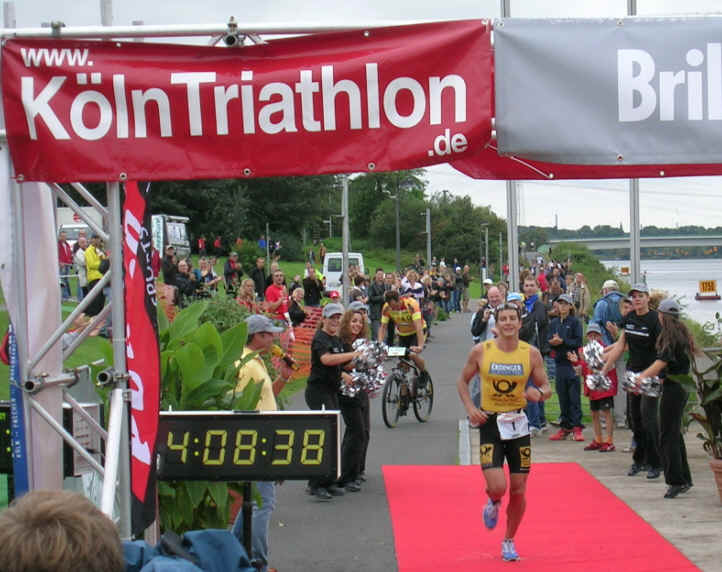
Lothar Leder beim Zieleinlauf des Köln-Triathlon 2006

Von 2000 bis 2003 folgte eine einzigartige Siegesserie mit sieben Triumphen bei Wettkämpfen über die Ironman-Distanz. Beim Ironman Europe in Roth bzw. dem Challenge Roth gewann er insgesamt fünfmal (1996, 2000, 2001, 2002 und 2003). Dazu gelangen ihm Siege bei den Ironman in Kapstadt (2001), Frankfurt (2002), Japan (2003), Panama City (1999) und Auckland (1997). In Florianópolis (2002), Langkawi (2001) und Roth (1998) sowie bei den Weltmeisterschaften 1994 beim Triathlon International de Nice wurde er jeweils Zweiter. Alleine in 2002 nahm Lothar Leder an fünf Wettkämpfen über die Ironman-Distanz teil. Dass ihm dabei der große Erfolg in Hawaii ausblieb, während sich seine Kollegen wie Thomas Hellriegel und Jürgen Zäck auf zwei große Wettkämpfe jährlich konzentrierten, lieferte natürlich Diskussionsstoff.

Lothar Leder ist – gemessen an der Zahl der Siege über die Ironman-Distanz (11 ×) sowie der Zahl der Podiumsplatzierungen (21 ×) einer der erfolgreichsten Langdistanz-Triathleten Deutschlands – knapp hinter Timo Bracht (12 × bzw. 20 ×) und vor Faris Al-Sultan (8 × bzw. 14 ×), Jürgen Zäck (8 × bzw. 14 ×) sowie Thomas Hellriegel (6 × bzw. 14 ×).
Seinen spektakulärsten Sieg erzielte Leder 2003 bei seinem fünften Erfolg in Roth, wo sich Chris McCormack und er zunächst in einem achtstündigen Kopf-an-Kopf-Rennen belauerten, bis sich Leder 400 m vor dem Ziel absetzen und schließlich in einem dramatischen Endspurt mit drei Sekunden Vorsprung gewinnen konnte. Dieser Zieleinlauf ist neben dem von Pauli Kiuru und Ken Glah beim Ironman New Zealand 1989 eine der knappsten Entscheidungen im Langdistanz-Triathlon. Seine Frau Nicole komplettierte den Erfolg rund eine Stunde später als schnellste Frau.
Von 2004 an behinderten langwierige Verletzungen, zunächst ein Muskelfaserriss, dann ein Fersensporn Lothar Leder zunehmend beim Training.
Anfang der Neunzigerjahre war Lothar Leder zum DSW 1912 Darmstadt unter dem Trainer Christian Hildebrandt gekommen, mit dem er ab 1994 gemeinsam mit Jochen Basting, Alexander Taubert und der amerikanischen Triathlon-Legende Mark Allen in der nordrhein-westfälischen Kronen-Liga als Vorläufer der Triathlon-Bundesliga startete und 1996 und 1998 u. a. mit Frank Vytrisal Vizemeister in der Triathlon-Bundesliga wurde. 2004 wechselte er zum direkten Nachbarn TuS Griesheim, bevor er 2006 wieder zum DSW 1912 Darmstadt zurückkehrte.
Im März 2014 nahm Lothar Leder in einem Zweier-Team mit Udo Bölts an der Cape Epic, einem MTB-Rennen über acht Etappen mit 718 km und 14.850 Höhenmetern in Westkap, teil und belegte bei dem offiziellen UCI-Rennen unter zahlreichen MTB-Profis den 56. Platz.

### 2007 Doping-Vorwurf
Wegen eines „auffälligen Befundes, der den Verdacht einer Manipulation nahe legt“ in einer unmittelbar vor dem Ironman Frankfurt im Juni 2007 abgegebenen freiwillige Blutprobe trat dessen Veranstalter einige Tage nach dem Wettkampf an die Öffentlichkeit und kündigte seine Verträge mit Lothar Leder. Leder verwehrte sich vehement gegen den Manipulations-Verdacht und vermutete spezielles Training unter künstlicher Höhenluft auf dem Rad-Ergometer und die Nutzung eines speziellen Schlafzelts als mögliche Ursache für die Blutwerte.
Die NADA distanzierte sich von dem Veranstalter, der bestätigte zu wissen, dass das angewandte Untersuchungsverfahren nicht anerkannt war und keine Möglichkeit zur sportrechtlichen Verwertung bot. Die Deutsche Triathlon Union (DTU) nahm Ermittlungen auf, sprach aber ausdrücklich kein Startverbot aus. Leder publizierte selbst die fraglichen Werte und stellte sie so zur Diskussion: Hämoglobin: 17,0 und 17,2 g/dl, Hämatokrit: 49,5 und 49,6 %, Retikulozyten: 0,31 und 0,25 %, Stimulationsindex / Off-Score-Wert: 136,59 und 142. Mit einer einstweiligen Verfügung untersagte er dem Veranstalter Behauptungen aufzustellen, die Leder in Zusammenhang mit Doping rückten.

Im April 2008 gab die DTU bekannt, dass „die Einnahme von verbotenen Substanzen oder die Anwendung unerlaubter Maßnahmen“ nicht nachgewiesen werden konnte und stellte das Verfahren ein. Lothar Leder verklagte daraufhin den Veranstalter auf Schadenersatz.
Lothar Leders Hauptsponsor, die Brauerei Erdinger Weißbräu stand in dieser Zeit zu ihrem Athleten. Leder agiert heute zusammen mit seiner Frau Nicole, Wenke Kujala, Meike Krebs und Norbert Langbrandtner als deren Markenbotschafter rund um das Team Erdinger Alkoholfrei.
Seit 2014 tritt Lothar Leder im Triathlon nicht mehr international in Erscheinung.

## Berufliches
Anfang 2002 gründete Lothar Leder zusammen mit dem ehemaligen Radprofi Holger Loew ein Laufsport-Fachgeschäft in Darmstadt, 2006 folgte ein weiteres in Frankfurt. 2014 zog sich Lothar Leder aus der Leitung der Geschäfte zurück.
2009 gründete er ein weiteres auf Radsportbekleidung eines Schweizer Herstellers spezialisiertes Fachgeschäft in der Nähe des Frankfurter Römers, das 2014 wieder geschlossen wurde.

2010 gründete Lothar Leder die Firma 3vento, mit der er als Lizenzpartner von Georg Hochegger, bis 2009 Mit-Veranstalter des Ironman Austria, den TriStar 111 Germany in Worms organisierte. 2012 fand der Triathlon über die Distanzen 1 km Schwimmen, 100 km auf dem Rad und 10 km Laufen, an dem u. a. Chris McCormack und Udo Bölts teilnahmen, zuletzt statt. Leder arbeitet in der Gegenwart als Trainer im Triathlonbereich und hält Vorträge und Seminare. Weiter bringt er seine Erfahrung bei der Veranstaltung von Trainingscamps für Anfänger und Fortgeschrittene ein.

## Privates
1989 lernte Lothar Leder auf einem Trainingslager des Nachwuchs-Kaders der DTU die Informatik-Studentin Nicole Mertes (* 1971) kennen. Das Paar, das 1999 heiratete, wohnt in Darmstadt-Eberstadt und bekam im August 1998 eine gemeinsame Tochter. 2013 erklärte Nicole Leder, mit sechs Siegen über die Ironman-Distanz in Korea (2000), Florianópolis (2002), Roth (2003 und 2004), Langkawi (2007) und Frankfurt (2007) eine der erfolgreichsten deutschen Triathletinnen, ihren Rücktritt vom Profisport.

## Auszeichnungen
- Lothar Leder wurde – gemeinsam mit Jürgen Zäck – von den Lesern der Verbandszeitschrift „Triathlon & Duathlon“ zum „Triathlet des Jahres“ 1999 gewählt.[38]
- Lothar Leder wurde zum „Triathlet des Jahres 2003“ gewählt.

## Sportliche Erfolge
| Datum/Jahr    | Rang | Wettbewerb                                       | Austragungsort    | Zeit     | Bemerkung |
| ------------- | ---- | ------------------------------------------------ | ----------------- | -------- | --- |
| 3. Aug. 2014  | 14   | Frankfurt-City-Triathlon                         | Frankfurt am Main | 02:11:09 | |
| 17. Aug. 2013 | 1    | Licher-Cross-Triathlon                           | Lich              | 02:26:21 | Cross-Triathlon über die olympische Distanz (1,5/44/10)                                                          |
| 17. Juni 2012 | 14   | Stadttriathlon Erding                            | Erding            | 02:12:37 | bei der 19. Austragung                                                                                           |
| 21. Aug. 2011 | 1    | Rodgau Triathlon                                 | Rodgau            | 01:55:57 | [ 39 ] |
| 8. Mai 2011   | 30   | Siegerland-Cup                                   | Buschhütten       | 02:00:56 | |
| 17. Apr. 2011 | 14   | TriStar111 Mallorca                              | Portocolom        | 03:55:52 | 1 km Schwimmen, 100 km Radfahren und 10 km Laufen                                                                |
| 26. März 2011 | 11   | Volkswagen Aldiana Triathlon                     | Alaminos          | 01:07:35 | 0,75 km Schwimmen, 20 km Radfahren und 5 km Laufen                                                               |
| 21. Jan. 2011 | 2    | Israman                                          | Eilat             | 04:39:32 | Zweiter auf der halben Ironman-Distanz in Israel                                                                 |
| 20. Juni 2010 | 10   | Stadttriathlon Erding                            | Erding            | 02:03:11 | 1,5 km Schwimmen, 44 km Radfahren, 10 km Laufen                                                                  |
| 30. Aug. 2008 | 2    | Austria-Triathlon                                | Podersdorf        |          | Zweiter auf der Halbdistanz hinter dem Österreicher Markus Ressler                                               |
| 3. Aug. 2008  | 1    | City-Triathlon Mainz                             | Mainz             | 00:55:47 | Sieg auf der Sprintdistanz (0,6 km Schwimmen, 20 km Radfahren und 5 km Laufen)                                   |
| 30. Juli 2006 | 1    | München Triathlon                                | München           | 02:00:47 | [ 44 ] |
| 2006          | 1    | Cologne Classic                                  | Köln              |          | Triathlon über die Mitteldistanz                                                                                 |
| 9. Juni 2005  | 1    | Stadttriathlon Erding                            | Erding            | 02:05:13 | bei der 12. Austragung Sieger auf der olympischen Distanz                                                        |
| 2005          | 3    | Marc Herremans Classic                           | Antwerpen         | 03:58:39 | |
| 2005          | 1    | Siegerland-Cup                                   | Buschhütten       | 01:48:17 | Sieg vor dem Australier Chris McCormack                                                                          |
| 2005          | 1    | München Triathlon                                | München           | 01:49:52 | Sieg vor Jan Sibbersen                                                                                           |
| 2004          | 1    | Marc Herremans Classic                           | Antwerpen         | 03:55:01 | Sieg in Antwerpen – während seine Frau Nicole das Rennen der Frauen für sich entscheiden konnte.                 |
| 2004          | 3    | Kohler Haardman                                  | Oer-Erkenschwick  | 03:45:12 | Dritter auf der Mitteldistanz (2 km Schwimmen, 81,2 km Radfahren und 20 km Laufen) hinter dem Sieger Timo Bracht |
| 10. Juni 2001 | 1    | DTU Deutsche Meisterschaft Triathlon Kurzdistanz | Frankfurt am Main |          | Deutscher Meister auf der Kurzdistanz                                                                            |
| Juni 2001     | 1    | Bonn-Triathlon                                   | Bonn              |          | Sieger über die Mitteldistanz (3,8 km Schwimmen, 60 km Radfahren, 15 km Laufen).                                 |
| 25. Juni 2000 | 1    | DTU Deutsche Meisterschaft Triathlon Kurzdistanz | Frankfurt am Main |          | Deutscher Meister auf der Kurzdistanz                                                                            |
| 1999          | 2    | Triathlon de Obernai                             | Obernai           | 02:03:03 | bei der Erstaustragung im Elsass                                                                                 |
| 26. Juli 1998 | 1    | DTU Deutsche Meisterschaft Triathlon Kurzdistanz | Frankfurt am Main |          | Deutscher Meister auf der Kurzdistanz                                                                            |
| 1992          | 3    | Heidelberger Triathlon                           | Heidelberg        |          | |
| 1991          | 3    | Heidelberger Triathlon                           | Heidelberg        |          | |
| 23. Juni 1991 | 17   | Supersprint Serie                                | Roth              | 01:58:13 | auf der olympischen Distanz (1,5 km Schwimmen, 40 km Radfahren und 10 km Laufen)                                 |
| 1990          | 1    | Viernheimer V-Card Triathlon                     | Viernheim         |          | Sieger neben Alexandra Kremer (1,5 km Schwimmen, 46 km Radfahren und 10 km Laufen)                               |

| Datum/Jahr    | Rang | Wettbewerb                                       | Austragungsort    | Zeit     | Bemerkung                                                                |
| ------------- | ---- | ------------------------------------------------ | ----------------- | -------- | ------------------------------------------------------------------------ |
| 20. Juli 2014 | 48   | Challenge Roth                                   | Roth              | 09:19:52 |                                                                          |
| 25. Aug. 2013 | 13   | Challenge Penticton                              | Penticton         | 10:06:26 |                                                                          |
| 13. Juli 2013 | 34   | Challenge Roth                                   | Roth              | 08:55:26 |                                                                          |
| 8. Juli 2012  | 57   | Challenge Roth                                   | Roth              | 09:14:08 |                                                                          |
| 25. März 2012 | 21   | Ironman Melbourne                                | Melbourne         | 08:51:34 | bei der Erstaustragung                                                   |
| 7. Aug. 2011  | 6    | Ironman Regensburg                               | Regensburg        | 08:45:30 |                                                                          |
| 10. Juli 2011 | 8    | Challenge Roth                                   | Roth              | 08:22:00 | [ 47 ]                                                                   |
| 4. Juli 2010  | 17   | Ironman Germany                                  | Frankfurt am Main | 09:01:21 |                                                                          |
| 29. Nov. 2009 | 6    | Ironman Mexico                                   | Cozumel           | 09:00:19 | [ 48 ]                                                                   |
| 29. Aug. 2009 | 13   | Ironman Canada                                   | Penticton         | 09:10:51 |                                                                          |
| 2. Aug. 2009  | 9    | Ironman UK                                       | Bolton            | 09:23:39 | [ 49 ]                                                                   |
| 4. Juli 2007  | 10   | Ironman Germany                                  | Frankfurt         | 08:43:55 |                                                                          |
| 15. Apr. 2007 | 11   | Ironman Arizona                                  | Tempe             | 09:04:09 |                                                                          |
| 28. Feb. 2007 | 11   | Ironman Malaysia                                 | Langkawi          | 09:18:06 | [ 50 ]                                                                   |
| 4. Nov. 2006  | DNF  | Ironman Florida                                  | Panama-City       | –        |                                                                          |
| 23. Juli 2006 | 16   | Ironman Germany                                  | Frankfurt am Main | 09:01:52 |                                                                          |
| 15. Okt. 2005 | 85   | Ironman Hawaii                                   | Hawaii            | 09:14:39 |                                                                          |
| 27. Nov. 2005 | 12   | Ironman Western Australia                        | Busselton         | 09:00:11 |                                                                          |
| 3. Juli 2005  | 4    | Challenge Roth                                   | Roth              | 08:17:41 |                                                                          |
| 6. Nov. 2004  | 3    | Ironman Florida                                  | Panama City       | 08:37:00 |                                                                          |
| 4. Juli 2004  | 5    | Challenge Roth                                   | Roth              | 08:25:14 |                                                                          |
| 18. Okt. 2003 | 15   | Ironman Hawaii                                   | Hawaii            | 08:41:49 |                                                                          |
| 6. Juli 2003  | 1    | DTU Deutsche Meisterschaft Triathlon Langdistanz | Roth              | 08:11:50 | Deutscher Meister Langdistanz als Sieger beim Challenge Roth             |
| 18. Mai 2003  | 1    | Ironman Japan                                    | Gotō-Inseln       | 08:44:58 |                                                                          |
| 19. Okt. 2002 | 37   | Ironman Hawaii                                   | Hawaii            | 09:11:12 |                                                                          |
| 18. Aug. 2002 | 1    | Ironman Germany                                  | Frankfurt am Main | 08:21:31 | Sieg bei der Erstaustragung des Ironman Germany in Frankfurt am Main     |
| 7. Juli 2002  | 1    | Challenge Roth                                   | Roth              | 08:17:25 |                                                                          |
| 27. Jan. 2002 | 3    | Ironman Malaysia                                 | Langkawi          | 08:26:00 |                                                                          |
| 25. Mai 2002  | 2    | Ironman Brasil                                   | Florianópolis     | 08:16:37 | [ 52 ]                                                                   |
| 6. Okt. 2001  | 5    | Ironman Hawaii                                   | Hawaii            | 08:49:49 |                                                                          |
| 8. Juli 2001  | 1    | Ironman Europe                                   | Roth              | 08:10:39 |                                                                          |
| 31. März 2001 | 1    | Ironman South Africa                             | Kapstadt          | 08:28:04 |                                                                          |
| 31. Jan. 2001 | 2    | Ironman Malaysia                                 | Langkawi          | 08:47:25 |                                                                          |
| 14. Okt. 2000 | 4    | Ironman Hawaii                                   | Hawaii            | 08:28:14 |                                                                          |
| 9. Juli 2000  | 1    | Ironman Europe                                   | Roth              | 08:19:38 |                                                                          |
| 6. Nov. 1999  | 1    | Ironman Florida                                  | Panama City       | 08:26:27 |                                                                          |
| 23. Okt. 1999 | DSQ  | Ironman Hawaii                                   | Hawaii            | –        |                                                                          |
| 3. Okt. 1998  | 3    | Ironman Hawaii                                   | Hawaii            | 08:32:57 |                                                                          |
| 12. Juli 1998 | 2    | Ironman Europe                                   | Roth              | 08:07:38 |                                                                          |
| 18. Okt. 1997 | 3    | Ironman Hawaii                                   | Hawaii            | 08:40:30 |                                                                          |
| 13. Juli 1997 | 3    | Ironman Europe                                   | Roth              | 07:56:39 |                                                                          |
| 9. März 1997  | 1    | Ironman New Zealand                              | Auckland          | 08:42:50 |                                                                          |
| 26. Okt. 1996 | 18   | Ironman Hawaii                                   | Hawaii            | 08:45:55 |                                                                          |
| 14. Juli 1996 | 1    | Ironman Europe                                   | Roth              | 07:57:02 | als erster Mensch auf der Ironman-Distanz unter acht Stunden             |
| 7. Okt. 1995  | 8    | Ironman Hawaii                                   | Hawaii            | 08:34:06 |                                                                          |
| 9. Juli 1995  | 3    | Ironman Europe                                   | Roth              | 08:23:44 |                                                                          |
| 15. Okt. 1994 | 6    | Ironman Hawaii                                   | Hawaii            | 08:39:26 |                                                                          |
| 10. Juli 1994 | 4    | Ironman Europe                                   | Roth              | 08:07:37 |                                                                          |
| 26. Juni 1994 | 2    | ITU Long Distance Triathlon World Championships  | Nizza             | 06:00:18 | Vizeweltmeister auf der Langdistanz beim Triathlon International de Nice |
| 24. Apr. 1994 | 1    | Strongman All Japan Triathlon                    | Miyakojima        | 07:45:11 | 3 km Schwimmen, 155 km Radfahren und 42,195 km Laufen                    |
| 30. Okt. 1993 | 14   | Ironman Hawaii                                   | Hawaii            | 08:37:25 |                                                                          |
| 29. Aug. 1993 | 2    | Ironman Canada                                   | Penticton         | 08:48:00 | hinter Ken Glah                                                          |
| 10. Juli 1993 | DSQ  | Ironman Europe                                   | Roth              | –        |                                                                          |
| März 1993     | 5    | Ironman New Zealand                              | Auckland          | 08:54:16 |                                                                          |
| 10. Okt. 1992 | 142  | Ironman Hawaii                                   | Hawaii            | 09:42:45 |                                                                          |
| 11. Juli 1992 | 7    | Ironman Europe                                   | Roth              | 08:26:28 |                                                                          |
| März 1992     | 11   | Ironman New Zealand                              | Auckland          | 09:15:13 |                                                                          |

| Datum/Jahr    | Rang | Wettbewerb           | Austragungsort | Zeit | Bemerkung                                          |
| ------------- | ---- | -------------------- | -------------- | ---- | -------------------------------------------------- |
| 13. Nov. 2010 | 3    | Rüsselcross-Duathlon | Rüsselsheim    |      | 5 km Laufen, 20 km Mountainbiken und 2,5 km Laufen |